# Kaj Erik Jensen
Kaj Erik Jensen (Odense, 19 de febrero de 1942-29 de febrero de 2016) fue un deportista danés que compitió en ciclismo en la modalidad de pista, especialista en las pruebas de persecución.
Ganó dos medallas en el Campeonato Mundial de Ciclismo en Pista de 1962, oro en persecución individual y plata por equipos.

## Medallero internacional
| Campeonato Mundial | Campeonato Mundial | Campeonato Mundial | Campeonato Mundial          |
| Año                | Lugar              | Medalla            | Competición                 |
| ------------------ | ------------------ | ------------------ | --------------------------- |
| 1962               | Milán (Italia)     | Medalla de oro     | Persecución individual (A)  |
| 1962               | Milán (Italia)     | Medalla de plata   | Persecución por equipos (A) |